# Geile Zeiten
Geile Zeiten (Arbeitstitel: Alles auf Anfang) ist eine deutsche Filmkomödie der Regisseurin Annette Ernst aus dem Jahr 2006. In den Hauptrollen verkörpern Stephan Luca und Sebastian Ströbel die beiden Jugendfreunde Lars und Martin.

## Handlung
Die Filmhandlung beginnt mit einer Rückblende in die Zeit vor 10 Jahren: Lars und Martin sind zwei dick befreundete, junge Studenten, die ihr Leben in vollen Zügen genießen. Es wird gefeiert, im Übermaß Alkohol getrunken, und den Frauen hinterhergepfiffen. Wieder zurück in der aktuellen Zeit, setzt die Handlung fort und zeigt insbesondere Martin, der das Gefühl hat, nun im Alter von 30 Jahren, sich in einer Sinnkrise zu befinden. Während er schon seit einem halben Jahr arbeitslos ist und von seiner Freundin Nina verlassen wurde, ist sein Freund Lars mittlerweile ein erfolgreicher Anwalt, und mit der attraktiven Dani verlobt. Mit seinen Mietzahlungen ist Martin so weit im Rückstand, dass ihm die Zwangsräumung seiner Wohnung angedroht wird.
Nach mehreren erfolglosen Bewerbungen, die immer wieder an seiner nicht vorhandenen Qualifikation scheiterten, beschließt Martin endlich sein damals abgebrochenes Studium zu beenden. Doch es stellen sich ihm Hürden in den Weg: Sein Studium ist bereits zu lange her, sodass er alle Studiengänge nachholen müsste, wenn er nicht einen „besonderen Härtefall“ nachweisen kann. Dazu überredet er den Jungen seiner Nachbarin, Josh, gegenüber dem Professor an der Universität glaubhaft darzustellen, dass Martin sein Vater ist und ihn, während er aufwuchs, anstelle seiner Mutter zu betreuen. Der Plan geht auf, Martin wird zum Examen zugelassen, bricht dieses jedoch erneut ab, um Josh bei einer Schauspielaufführung zu besuchen und ihm aus dem Publikum heraus, Mut für seine Rolle zuzusprechen.
So kommt Martin nicht nur Josh näher, sondern auch dessen Mutter. Die beiden gehen eine Liebesbeziehung ein und Martin beschließt, Schriftsteller zu werden und in Kürze sogar seinen ersten Roman zu veröffentlichen.

## Produktion
Valentin Holch produzierte die Komödie für die Multimedia Film- und Fernsehproduktion GmbH (Hamburg) im Auftrag von Pro7. Die Dreharbeiten begannen am 10. Oktober 2005 und endeten am 11. November desselben Jahres. Gedreht wurde in Berlin.

## Erstausstrahlung und abweichende Filmtitel im Ausland
Geile Zeiten wurde am 2. März 2006 erstmals auf ProSieben ausgestrahlt. In Ungarn geschah die Erstausstrahlung am 5. August 2009, dort unter dem Titel Csodás évek jönnek, in Finnland war die Erstsendung am 4. Juni 2011, dort unter dem Titel Kolmenkympin kriisi. Der englische Titel lautet 30 Something.

## Kritik
TV Spielfilm urteilt mit einem nach oben gestreckten Daumen: „Liebes- und Egokrisen großer Jungs, unaufgeregt und mit liebenswerten Figuren erzählt“. Das Fazit der Programmzeitschrift lautet: „Feine Klamotte mit stillen Stärken“.
Rainer Tittelbach resümiert anerkennend: „Starke Besetzung, frische Regie von Grimme-Preisträgerin Annette Ernst, guter Soundtrack“. In seinem Fazit schränkt der Filmkritiker jedoch ein: „Allerdings holen die Konventionen diese muntere Thirtysomethings-Komödie in der Zielgeraden wieder ein“.